# Кейметінов Василь Спиридонович - Баргачан
Кейметінов Василь Спиридонович — Баргачан (12 січня 1941 — 26 серпня 2020) — евенський поет, письменник, кандидат мовознавства. Член Союзу письменників Росії (з 1992 року), заслужений працівник культури Республіки Саха (Якутія), відмінник освіти Республіки Саха (Якутія), стипендіат Міжнародного фонду «Діти Саха-Азія», почесний громадянин Томпонського і Кобяйського улусів, ветеран спорту (марафонський біг).

## Життєпис
Народився 12 січня 1941 року в Ламунхинському наслезі Евено-Битантайського району (нині с. Себян-Кюйоль Кобяйського улусу) в родині мисливця-оленяра.
Після закінчення школи служив на Тихоокеанському флоті.
У 1968 р. закінчив факультет народів Півночі Ленінградського державного педагогічного інституту імені Герцена.
Працював учителем російської мови в Себян-Кюйольській школі.
Почав писати вірші у студентські часи. У 1982 році видано першу збірку «Орын хотын» («Слід оленя»). Пізніше вийшли ще 4 збірки віршів евенською, якутською та російською мовами.
У різні роки друкувався в популярних журналах, зокрема «Полярная звезда», «Дальний Восток», «Литературная Россия», «Молодая гвардия», «Звезда», а також у колективних збірниках «Сказание о счастье», «Сполохи» тощо.